# Sara Masi
Sara Masi, Sarita (La Plata, n. ca. 1946), es una cantante de música folklórica de Argentina, que integró la primera conformación del Quinteto Vocal Tiempo, antecedente directo del grupo llamado Quinteto Tiempo desde 1972. Es hermana de Guillermo Masi, quien también integró el quinteto.

## Trayectoria
Sarita Masi, en la década de 1960, integraba el Coro Escuela de Bellas Artes de La Plata y luego un conjunto folklórico llamado Los Quiaqueños. En 1966 formó el Quinteto Vocal Tiempo, junto con Alejandro Jáuregui, Eduardo Molina, Miguel Ángel Coloma y Guillermo Masi, dirigidos y siguiendo los arreglos de Jorge Cumbo, por entonces ya un reconocido músico de La Plata.
Desde entonces se sucedieron las actuaciones, destacándose la actuación del grupo en el Festival de Baradero y el Festival de Peñas de Mercedes. En 1967 el Quinteto Vocal Tiempo adhirió al Movimiento del Nuevo Cancionero, liderado por Armando Tejada Gómez y Mercedes Sosa, y participó en El Chasqui, un espectáculo realizado por Armando Tejada Gómez en el estadio del Club Atlético Huracán en Buenos Aires. 
A comienzos de 1968 dejó el grupo siendo reemplazada por Alfredo Sáenz.